# Колісниківка (Курилівська сільська громада)
Колісниківка — село в Україні, у Курилівській сільській громаді Куп'янського району Харківської області. Населення — 476 осіб.

## Географія
Село Колісниківка розташоване на лівому березі Оскільського водосховища в місці впадання в нього річки Піщана. Вище за течією Оскільського водосховища до села примикає село Глушківка, нижче за течією — село Кругляківка (1 км), вище за течією річки Піщана — село Піщане (6 км) та колишнє село Бодрівка (1 км). Поруч із селом пролягає залізниця, станція Колісниківка та зупинний пункт Сенькове.

## Історія
Село засноване 1420 року під первинною назвою Бодрівка. З 1461 року — Колісниківка.
Під час організованого радянською владою Голодомору 1932—1933 років померло щонайменше 232 жителя села.
12 червня 2020 року, відповідно до розпорядження Кабінету Міністрів України № 725-р «Про визначення адміністративних центрів та затвердження територій територіальних громад Харківської області»,  Глушківська сільська рада об'єднана з Курилівською сільською громадою.
19 липня 2020 року, в результаті адміністративно - територіальної реформи та ліквідації колишнього Куп'янського району (1923— 2020), село увійшло до складу новоутвореного Куп'янського району Харківської області. 

## Населення

### Мова
Розподіл населення за рідною мовою за даними перепису 2001 року:
| Мова       | Кількість | Відсоток |
| ---------- | --------- | -------- |
| українська | 452       | 94.96%   |
| російська  | 24        | 5.04%    |
| Усього     | 476       | 100%     |

## Відомі особи
Уродженці села:
- Лоза Дмитро Федорович — Герой Радянського Союзу;
- Сядристий Микола Сергійович — мікромініатюрист, поет, філософ, спортсмен.